# National Book Award per la narrativa
Il National Book Award per la narrativa (National Book Award for Fiction) è un premio letterario statunitense assegnato annualmente a partire dal 1950.
Dal 1980 al 1983 sono stati assegnati premi distinti per la miglior opera in edizione rilegata (Hardcover) e la miglior opera in edizione tascabile (Paperback), originando così la situazione per cui uno stesso libro è stato nominato per due anni consecutivi, prima nell'una e poi nell'altra categoria (è il caso per esempio di Il mondo secondo Garp di John Irving e Ciao, a domani di William Maxwell, vincitori per l'edizione tascabile, ma già finalisti l'anno precedente).
Dal 1980 al 1985 è stata premiata anche la miglior opera prima (First Novel o First Work of Fiction).
In un'unica edizione, nel 1980, sono stati assegnati premi distinti anche per i generi, fantascienza, mistery e western.
Al 2009, l'unico ad aver vinto il premio tre volte è stato Saul Bellow, nel 1954 con Le avventure di Augie March, nel 1965 con Herzog e nel 1971 con Il pianeta di Mr. Sammler.

## Albo d'oro
I vincitori sono indicati in grassetto, a seguire i finalisti.

### Anni 1950-1959
- 1950: L'uomo dal braccio d'oro (The Man With The Golden Arm) di Nelson Algren
- 1951: Collected Stories of William Faulkner di William Faulkner[3]
- 1952: Da qui all'eternità (From Here to Eternity) di James Jones
  - La veglia all'alba (The Morning Watch) di James Agee
  - L'arpa d'erba (The Grass Harp) di Truman Capote
  - Requiem per una monaca (Requiem for a Nun) di William Faulkner [3]
  - The Strange Children di Caroline Gordon
  - L'eletto (Der Erwählte) di Thomas Mann
  - Sì, signor generale (Melville Goodwin Usa) di John P. Marquand
  - Il giovane Holden (The Catcher in the Rye) di J. D. Salinger
  - Un letto di tenebre (Lie Down in Darkness) di William Styron
  - The Witch Diggers di Jessamyn West
  - L'ammutinamento del Caine (The Caine Mutiny) di Herman Wouk
- 1953: Uomo invisibile (Invisible Man) di Ralph Ellison
  - Many Mansions di Isabel Bolton
  - Winds of Morning di H.L. Davis
  - The Gathering Darkness di Thomas Gallagher
  - Il vecchio e il mare (The Old Man and the Sea) di Ernest Hemingway
  - Jefferson Selleck di Carl Jonas
  - The Landsman di Peter Martin
  - A Shower of Summer Days di May Sarton
  - The Catherine Wheel di Jean Stafford
  - La valle dell'Eden (East of Eden) di John Steinbeck
  - The Build-Up di William Carlos Williams
- 1954: Le avventure di Augie March (The Adventures of Augie March) di Saul Bellow
- 1955: Una favola (A Fable) di William Faulkner[3]
  - The Dollmaker di Harriette Arnow
  - The View from Pompey's Head di Hamilton Basso
  - La morte corre sul fiume (The Night of the Hunter) di Davis Grubb
  - Pictures from an Institution di Randall Jarrell
  - L'ultima caccia (The Last Hunt) di Milton Lott
  - Lord Grizzly di Frederick Manfred
  - Il seme cattivo (The Bad Seed) di William March
  - The Huge Season di Wright Morris
  - The Courts of Memory di Frank Rooney
  - Quel fantastico giovedì (Sweet Thursday) di John Steinbeck
- 1956: Un pugno di polvere (Ten North Frederick) di John O'Hara
  - La casa del ragno (The Spider's House) di Paul Bowles
  - The Black Prince di Shirley Ann Grau
  - La polvere e la gloria (Andersonville) di MacKinlay Kantor
  - La vita che salvi può essere la tua (A Good Man is Hard to Find) di Flannery O'Connor
  - Faithful Are the Wounds di May Sarton
  - La banda degli angeli (Band of Angels) di Robert Penn Warren
  - Non è posto per te, amore mio (The Bride of the Innisfallen) di Eudora Welty
  - Marjorie Morningstar di Herman Wouk
- 1957: The Field of Vision di Wright Morris
  - Passeggiata selvaggia (Walk on the Wild Side) di Nelson Algren
  - La camera di Giovanni (Giovanni's Room) di James Baldwin
  - La resa dei conti (Seize the Day) di Saul Bellow
  - Quell'angolo di mondo (Greenwillow) di B.J. Chute
  - Queste mille colline (These Thousand Hills) di A. B. Guthrie
  - Un solo sassolino (A Single Pebble) di John Hersey
  - Generations of Men di John Hunt
  - L'ultimo urrà (The Last Hurrah) di Edwin O'Connor
  - Presenza di Grazia (The Presence of Grace) di J.F. Powers
  - La porta di servizio (The Voice at the Back Door) di Elizabeth Spencer[4]
  - Favole per il nostro tempo (Further Fables for Our Time) di James Thurber
- 1958: Cronache della famiglia Wapshot (The Wapshot Chronicle) di John Cheever
  - Una morte in famiglia (A Death in the Family) di James Agee
  - Ossessione amorosa (By Love Possessed) di James Gould Cozzens
  - Something About a Soldier di Mark Harris
  - The Velvet Horn di Andrew Lytle
  - Il commesso (The Assistant) di Bernard Malamud[5]
  - Amore tra i cannibali (Love Among the Cannibals) di Wright Morris
  - Pnin di Vladimir Nabokov
  - La rivolta di Atlante (Atlas Shrugged) di Ayn Rand
  - The Return of Lady Brace di Nancy Wilson Ross
  - The Birth of a Grandfather di May Sarton
- 1959: Il barile magico (The Magic Barrel) di Bernard Malamud[5]
  - Zenzero (The Ginger Man) di James Patrick Donleavy
  - A casa, dopo l'uragano (Home from the Hill) di William Humphrey
  - Lolita di Vladimir Nabokov
  - Dalla terrazza (From the Terrace) di John Henry O'Hara
  - The Lost Country di J. R. Salamanca
  - Elizabeth (The Winthrop Woman) di Anya Seton
  - Anatomia di un omicidio (Anatomy of a Murder) di Robert Traver

### Anni 1960-1969
- 1960: Addio, Columbus e cinque racconti (Goodbye, Columbus) di Philip Roth
  - Pursuit of the Prodigal di Louis Auchincloss
  - The Light Infantry Ball di Hamilton Basso
  - Il re della pioggia (Henderson the Rain King) di Saul Bellow
  - Mrs. Bridge di Evan S. Connell, Jr.
  - Il palazzo (The Mansion) di William Faulkner [3]
  - Wake Up, Stupid di Mark Harris
  - L'amante della guerra (The War Lover) di John Hersey
  - Men Die di H.L. Humes
  - La casa degli invasati (The Haunting of Hill House) di Shirley Jackson
  - The Third Choice di Elizabeth Janeway
  - La pistola (The Pistol) di James Jones
  - Lotta fredda (The Cool World) di Warren Miller
  - Malcolm di James Purdy
  - The Return of H*Y*M*A*N* K*A*P*L*A*N* di Leo Rosten
  - Festa all'ospizio e altri racconti (The Poorhouse Fair) di John Updike
  - La caverna (The Cave) di Robert Penn Warren
  - L'avvocato del diavolo (The Devil's Advocate) di Morris West
- 1961: The Waters of Kronos di Conrad Richter
  - The House of Five Talents di Louis Auchincloss
  - Generation Without Farewell di Kay Boyle
  - The Child Buyer di John Hersey
  - Pace separata (A Separate Peace) di John Knowles
  - Il buio oltre la siepe (To Kill a Mockingbird) di Harper Lee
  - Ceremony in Lone Tree di Wright Morris
  - Il cielo è dei violenti (The Violent Bear It Away) di Flannery O'Connor
  - La luce nella piazza (The Light in the Piazza and Other Italian Tales) di Elizabeth Spencer
  - The Christening Party di Francis Steegmuller
  - Corri, Coniglio (Rabbit, Run) di John Updike
  - The Body of a Young Man di Mildred Walker
- 1962: L'uomo che andava al cinema (The Moviegoer) di Walker Percy
  - False Entry di Hortense Calisher
  - Among the Dangs di George P. Elliott
  - Comma 22 (Catch-22) di Joseph Heller
  - Una nuova vita (A New Life) di Bernard Malamud[5]
  - The Chateau di William Maxwell
  - Franny e Zooey (Franny and Zooey) di J. D. Salinger
  - I due bugiardi (The Spinoza of Market Street and Other Stories) di Isaac Bashevis Singer
  - L'uomo del banco dei pegni (The Pawnbroker) di Edward Lewis Wallant
  - Il mattino e la sera (The Morning and the Evening) di Joan Williams
  - Revolutionary Road di Richard Yates
- 1963: Morte di Urban (Morte D'Urban) di J. F. Powers
  - Fuoco pallido (Pale Fire) di Vladimir Nabokov
  - La nave dei folli (Ship of Fools) di Katherine Anne Porter
  - The Golden Spur di Dawn Powell
  - Going Away di Clancy Sigal
  - Pigeon Feathers and Other Stories di John Updike
- 1964: Il centauro (The Centaur) di John Updike
  - Prima gli idioti (Idiots First) di Bernard Malamud[5]
  - Il gruppo (The Group) di Mary McCarthy
  - V. di Thomas Pynchon
  - The Will di Harvey Swados
- 1965: Herzog (Herzog) di Saul Bellow
  - The Rector of Justin di Louis Auchincloss
  - Seconda pelle (Second Skin) di John Hawkes
  - The Martyred di Richard E. Kim
  - To an Early Grave di Wallace Markfield
  - La difesa di Lužin (Zaščita Lužina) di Vladimir Nabokov
  - Short Friday di Isaac Bashevis Singer
- 1966: The Collected Stories of Katherine Anne Porter di Katherine Anne Porter
  - The Liberation of Lord Byron Jones di Jesse Hill Ford
  - Giocando nei campi del Signore (At Play in the Fields of the Lord) di Peter Matthiessen
  - The (Diblos) Notebook di James Merrill
  - La vita che salvi può essere la tua (Everything that Rises Must Converge) di Flannery O'Connor
  - Pericles on 31st Street di Harry Petrakis
- 1967: L'uomo di Kiev (The Fixer) di Bernard Malamud[5]
  - The Embezzler di Louis Auchincloss
  - All in the Family di Edwin O'Connor
  - The Last Gentleman di Walker Percy
  - A Dream of Kings di Harry Petrakis
  - Office Politics di Wilfrid Sheed
- 1968: L'ottavo giorno (The Eighth Day) di Thornton Wilder
  - Perché siamo nel Vietnam? (Why Are We in Vietnam?) di Norman Mailer
  - A Garden of Earthly Delights di Joyce Carol Oates[6]
  - Danny l'eletto (The Chosen) di Chaim Potok
  - Le confessioni di Nat Turner (Confessions of Nat Turner) di William Styron
- 1969: Passi (Steps) di Jerzy Kosinski
  - La casa dell'allegria (Lost in the Funhouse) di John Barth
  - Appunti di un tifoso (A Fan's Notes) di Frederick Exley
  - Expensive People di Joyce Carol Oates[6]
  - The Pursuit of Happiness di Thomas Rogers

### Anni 1970-1979
- 1970: Quelli (Them) di Joyce Carol Oates[6]
  - Fat City di Leonard Gardner
  - Going Places di Leonard Michaels
  - The Collected Stories of Jean Stafford di Jean Stafford
  - Mattatoio n. 5, o La crociata dei bambini (Slaughterhouse Five or The Children's Crusade) di Kurt Vonnegut
- 1971: Il pianeta di Mr. Sammler (Mr. Sammler's Planet) di Saul Bellow
  - Un tranquillo weekend di paura: dove porta il fiume (Deliverance) di James Dickey
  - The Bay of Noon di Shirley Hazzard
  - Bech: lo scrittore alla moda (Bech, a Book) di John Updike
  - Losing Battles di Eudora Welty
- 1972: The Complete Stories of Flannery O'Connor di Flannery O'Connor[7]
  - Lion Country di Frederick Buechner
  - Il libro di Daniel (The Book of Daniel) di E. L. Doctorow[8]
  - The Dick Gibson Show di Stanley Elkin
  - Farragan's Retreat di Tom McHale
  - Il paese delle meraviglie (Wonderland) di Joyce Carol Oates
  - The Pagan Rabbi and Other Stories di Cynthia Ozick
  - Amore tra le rovine (Love in the Ruins) di Walker Percy
  - A Garden of Sand di Earl Thompson
  - Rabbit Redux di John Updike
- 1973: Chimera di John Barth ex aequo Augustus di John Edward Williams
  - The Late Great Creature di Brock Brower
  - HermaPhrodeity di Alan H. Friedman
  - Geronimo Rex di Barry Hannah
  - Gli amici di Eddie Coyle (The Friends of Eddie Coyle) di George V. Higgins
  - The Prince di R. M. Koster
  - Cose trasparenti (Transparent Things) di Vladimir Nabokov
  - Mumbo Jumbo di Ishmael Reed
  - The Confessions of a Child of the Century di Thomas Rogers
  - Enemies, A Love Story di Isaac Bashevis Singer
  - La figlia dell'ottimista (The Optimist's Daughter) di Eudora Welty
- 1974: L'arcobaleno della gravità (Gravity's Rainbow) di Thomas Pynchon ex aequo Una corona di piume (A Crown of Feathers and Other Stories) di Isaac Bashevis Singer
  - Beasts of the World and Other Stories di Doris Betts
  - The World of Apples di John Cheever
  - Apostles of Light di Ellen Douglas
  - Searches and Seizures di Stanley Elkin
  - Nickel Mountain di John Gardner
  - Black Conceit di John Leonard
  - Ninety-Two in the Shade di Thomas McGuane
  - People Will Always Be Kind di Wilfrid Sheed
  - Burr di Gore Vidal
  - State of Grace di Joy Williams
- 1975: I guerrieri dell'inferno (Dog Soldiers) di Robert Stone ex aequo I capelli di Harold Roux (The Hair of Harold Roux) di Thomas Williams
  - The Guilty Pleasures di Donald Barthelme
  - The Odd Woman di Gail Godwin
  - È successo qualcosa (Something Happened) di Joseph Heller
  - Sula di Toni Morrison
  - Look at the Harlequins! di Vladimir Nabokov
  - Enormi cambiamenti all'ultimo momento (Enormous Changes at the Last Minute) di Grace Paley
  - La mia vita di uomo (My Life as a Man) di Philip Roth
  - The Death of a Detective di Mark Smith
- 1976: JR di William Gaddis
  - Il dono di Humboldt (Humboldt's Gift) di Saul Bellow
  - The Collected Stories of Hortense Calisher di Hortense Calisher
  - Other People's Lives di Johanna Kaplan
  - La distruzione dei tiranni (Tyrants Destroyed and Other Stories) di Vladimir Nabokov
  - Beyond the Bedroom Wall di Larry Woiwode
- 1977: The Spectator Bird di Wallace Stegner
  - Vuoi star zitta, per favore? (Will You Please Be Quiet, Please?) di Raymond Carver
  - The Balloonist di MacDonald Harris
  - Orsinian Tales di Ursula K. Le Guin
  - A Fine Romance di Cynthia Propper Seton
- 1978: Blood Ties di Mary Lee Settle
  - The Public Burning di Robert Coover
  - Madder Music di Peter De Vries
  - Elbow Room di James Alan McPherson
  - Union Dues di John Sayles
- 1979: Inseguendo Cacciato (Going After Cacciato) di Tim O'Brien
  - The Stories of John Cheever di John Cheever
  - Il mondo secondo Garp (The World According to Garp) di John Irving
  - Lying Low di Diane Johnson
  - The Family di David Plante

### Anni 1980-1989
- 1980
  - Edizione rilegata: La scelta di Sophie (Sophie's Choice) di William Styron
    - Sulla mia testa (Just Above My Head) di James Baldwin
    - Il canto del boia (The Executioner's Song) di Norman Mailer
    - Lo scrittore fantasma (The Ghost Writer) di Philip Roth
    - Amore senza fine (Endless Love) di Scott Spencer

  - Edizione tascabile: Il mondo secondo Garp (The World According to Garp) di John Irving
    - La delicata preda: racconti 1939-1976 (Collected Stories) di Paul Bowles
    - Violet Clay di Gail Godwin
    - Too Far to Go di John Updike

  - Opera prima: Birdy di William Wharton
    - Vision Quest di Terry Davis
    - When the Tree Sings di Stratis Haviaras
    - Stealing Home di Philip F. O'Connor
    - Mom Kills Kids and Self di Alan Saperstein

  - Fantascienza in edizione rilegata: Il pianeta Jem (Jem) di Frederik Pohl
    - La città dell'estate (Engine Summer) di John Crowley
    - Le ali della mente (On Wings of Song) di Thomas M. Disch
    - Soldati di ventura (Janissaries) di Jerry Pournelle
    - Il tempo del ginepro (Juniper Time) di Kate Wilhelm

  - Fantascienza in edizione tascabile: The Book of the Dun Cow di Walter Wangerin Jr.
    - Storie di Nevèrÿon (Tales of Nevèrÿon) di Samuel R. Delany
    - Il serpente dell'oblio (Dreamsnake) di Vonda N. McIntyre
    - The Star-Spangled Future di Norman Spinrad
    - The Persistence of Vision di John Varley

  - Mystery in edizione rilegata: Requiem per la mia donna (The Green Ripper) di John D. MacDonald
    - Introducing C.G. Greenfield di Lucille Kallen
    - The Rosary Murders di William X. Kienzle
    - The Rheingold Route di Arthur Maling
    - False Front di Lawrence Meyer

  - Mystery in edizione tascabile: Stained Glass di William F. Buckley Jr.
    - The Spy Who Sat and Waited di R. Wright Campbell
    - The Kremlin Conspiracy di Sean Flannery
    - Listening Woman di Tony Hillerman
    - The Infernal Device di Michael Kurland

  - Western: Bendigo Shafter di Louis L'Amour
    - Woman Chief di Benjamin Capps
    - The High Rocks di Loren D. Estleman
    - Wild Times di Brian Garfield
    - My Brother, the Wind di G. Clifton Wisler
- 1981
  - Edizione rilegata: Canto delle pianure (Plains Song) di Wright Morris
    - Il passaggio di Venere (The Transit of Venus) di Shirley Hazzard
    - Ciao, a domani (So Long, See You Tomorrow) di William Maxwell
    - The Second Coming di Walker Percy
    - The Collected Stories di Eudora Welty

  - Edizione tascabile: The Stories of John Cheever di John Cheever
    - L'anno del francese (The Year of the French) di Thomas Flanagan
    - Il canto del boia (The Executioner's Song) di Norman Mailer
    - Amore senza fine (Endless Love) di Scott Spencer
    - Guerra e ricordo (War and Remembrance) di Herman Wouk

  - Opera prima: Sister Wolf di Ann Arensberg
    - Ayla - figlia della Terra (The Clan of the Cave Bear) di Jean M. Auel
    - Horn of Africa di Philip Caputo
    - O My America di Johanna Kaplan
    - Rough Strife di Lynne Sharon Schwartz
- 1982
  - Edizione rilegata: Sei ricco, Coniglio (Rabbit Is Rich) di John Updike
    - Bianchi pascoli (Ellis Island and Other Stories) di Mark Helprin
    - Hotel New Hampshire (The Hotel New Hampshire) di John Irving
    - Una bandiera all'alba (A Flag for Sunrise) di Robert Stone
    - Papà (Dad) di William Wharton

  - Edizione tascabile: Ciao, a domani (So Long, See You Tomorrow) di William Maxwell
    - Il lago delle strolaghe (Loon Lake) di E. L. Doctorow[8]
    - Il passaggio di Venere (The Transit of Venus) di Shirley Hazzard
    - The Second Coming di Walker Percy
    - La moglie dell'attore (Morgan's Passing) di Anne Tyler

  - Opera prima: Dale Loves Sophie to Death di Robb Forman Dew
    - Saving Grace di Celia Gittelson
    - Luna di primavera (Spring Moon) di Bette Bao Lord
    - Il club degli uomini (The Men's Club) di Leonard Michaels
    - Easy Travel to Other Planets di Ted Mooney
- 1983
  - Edizione rilegata: Il colore viola (The Color Purple) di Alice Walker
    - A Mother and Two Daughters di Gail Godwin
    - Shiloh and Other Stories di Bobbie Ann Mason
    - Costa delle zanzare (The Mosquito Coast) di Paul Theroux
    - Ristorante nostalgia (Dinner at the Homesick Restaurant) di Anne Tyler

  - Edizione tascabile: Collected Stories of Eudora Welty di Eudora Welty
    - The Chaneysville Incident di David Bradley
    - Compagnia di donne (The Company of Women) di Mary Gordon
    - Padrona di casa (Housekeeping) di Marilynne Robinson
    - Una bandiera all'alba (A Flag for Sunrise) di Robert Stone

  - Opera prima: Le donne di Brewster Place (The Women of Brewster Place) di Gloria Naylor
    - Matters of Chance di Gail Albert
    - The 13th Valley di John M. Del Vecchio
    - Tesoro mio (My Old Sweetheart) di Susanna Moore
    - Almost Famous di David Small
- 1984: Victory over Japan: A Book of Stories di Ellen Gilchrist
  - Cuori in trasferta (Foreign Affairs) di Alison Lurie
  - La lezione di anatomia (The Anatomy Lesson) di Philip Roth
    - Opera prima: Le pietre di Ibarra (Stones for Ibarra) di Harriet Doerr
      - Surf City (Tapping the Source) di Kem Nunn
      - Edisto di Padgett Powell
- 1985: Rumore bianco (White Noise) di Don DeLillo
  - Sempre la valle (Alwayes Coming Home) di Ursula K. Le Guin
  - L'albero della vita (The Tree of Life) di Hugh Nissenson
    - Opera prima: Easy in the Islands di Bob Shacochis
      - Slow Dancing di Elizabeth Benedict
      - Face di Cecile Pineda
- 1986: La fiera mondiale (World's Fair) di E. L. Doctorow[8]
  - Bianchi (Whites) di Norman Rush
  - Ritorno a Memphis (A Summons to Memphis) di Peter Taylor
- 1987: Paco's Story di Larry Heinemann
  - Quella notte (That Night) di Alice McDermott
  - Amatissima (Beloved) di Toni Morrison
  - The Northern Lights di Howard Norman
  - La controvita (The Counterlife) di Philip Roth
- 1988: Il cuore nero di Paris Trout (Paris Trout) di Pete Dexter
  - Libra di Don DeLillo
  - Vanished di Mary McGarry Morris
  - Wheat That Springeth Green di James F. Powers
  - Lezioni di respiro (Breathing Lessons) di Anne Tyler
- 1989: Spartina di John Casey
  - Billy Bathgate di E. L. Doctorow[8]
  - Cuori sgozzati (Geek Love) di Katherine Dunn
  - I Mambo Kings suonano canzoni d'amore (Mambo Kings Play Songs of Love) di Oscar Hijuelos
  - Il circolo della fortuna e della felicità (The Joy Luck Club) di Amy Tan

### Anni 1990-1999
- 1990: Middle Passage di Charles R. Johnson
  - Chromos di Felipe Alfau
  - Paradise di Elena Castedo
  - Dogeaters di Jessica Hagedorn
  - Because It Is Bitter, and Because It Is My Heart di Joyce Carol Oates[6]
- 1991: Accoppiamenti (Mating) di Norman Rush
  - Bugie di guerra (Wartime Lies) di Louis Begley
  - Frog di Stephen Dixon
  - The MacGuffin di Stanley Elkin
  - Beyond Deserving di Sandra Scofield
- 1992: Cavalli selvaggi (All the Pretty Horses) di Cormac McCarthy
  - La bastarda della Carolina (Bastard out of Carolina) di Dorothy Allison
  - Questa notte ho sognato in cubano (Dreaming in Cuban) di Cristina García
  - Lost in the City di Edward P. Jones
  - Outerbridge Reach di Robert Stone
- 1993: Avviso ai naviganti (The Shipping News) di Annie Proulx
  - Come to Me di Amy Bloom
  - Il pugile a riposo (The Pugilist at Rest) di Thom Jones
  - Operation Wandering Soul di Richard Powers
  - Swimming in the Volcano di Bob Shacochis
- 1994: A Frolic of His Own di William Gaddis
  - Moses Supposes di Ellen Currie
  - White Man's Grave di Richard Dooling
  - Coro di voci dal faro (The Bird Artist) di Howard Norman
  - Piccoli contrattempi del vivere (The Collected Stories) di Grace Paley
- 1995: Il teatro di Sabbath (Sabbath's Theater) di Philip Roth
  - Quando le anime si sollevano (All Souls' Rising) di Madison Smartt Bell
  - Krik? Krak! di Edwidge Danticat
  - Interstate di Stephen Dixon
  - La casa della laguna (La casa de la laguna) di Rosario Ferrè
- 1996: Specie rare (Ship Fever and Other Stories) di Andrea Barrett
  - Atticus di Ron Hansen
  - La casa del gigante (The Giant's House) di Elizabeth McCracken
  - Martin Dressler: il racconto di un sognatore americano (Martin Dressler: The Tale of an American Dreamer) di Steven Millhauser
  - The River Beyond the World di Janet Peery
- 1997: Ritorno a Cold Mountain (Cold Mountain) di Charles Frazier
  - Underworld di Don DeLillo
  - Le Divorce di Diane Johnson
  - Echo House di Ward Just
  - Le carte della signorina Puttermesser (The Puttermesser Papers) di Cynthia Ozick
- 1998: Il nostro caro Billy (Charming Billy) di Alice McDermott
  - Kaaterskill Falls di Allegra Goodman
  - La guaritrice (The Healing) di Gayl Jones
  - Porta di Damasco (Damascus Gate) di Robert Stone
  - Un uomo vero (A Man in Full) di Tom Wolfe
- 1999: L'attesa (Waiting) di Ha Jin
  - La casa di sabbia e nebbia (House of Sand and Fog) di Andre Dubus III
  - Canto della pianura (Plainsong) di Kent Haruf
  - Hummingbird House di Patricia Henley
  - Who Do You Love di Jean Thompson

### Anni 2000-2009
- 2000: In America di Susan Sontag
  - The Feast of Love di Charles Baxter
  - La diagnosi (The Diagnosis) di Alan Lightman
  - Blonde di Joyce Carol Oates[6]
  - Blue Angel di Francine Prose
- 2001: Le correzioni (The Corrections) di Jonathan Franzen
  - Among the Missing di Dan Chaon
  - Guardami (Look at Me) di Jennifer Egan
  - The Last Report on the Miracle at Little No Horse di Louise Erdrich
  - Highwire Moon di Susan Straight
- 2002: Tre volte giugno (Three Junes) di Julia Glass
  - La sottile inquietudine delle guardie del corpo (Big If) di Mark Costello
  - Il principio del dolore (You Are Not a Stranger Here) di Adam Haslett
  - Gorgeous Lies di Martha McPhee
  - The Heaven of Mercury di Brad Watson
- 2003: Il grande fuoco (The Great Fire) di Shirley Hazzard
  - Drop City di T. Coraghessan Boyle
  - Il mondo conosciuto (The Known World) di Edward P. Jones
  - A Ship Made of Paper di Scott Spencer
  - Evidence of Things Unseen: A Novel di Marianne Wiggins
- 2004: Notizie dal Paraguay (The News from Paraguay) di Lily Tuck
  - Madeleine is Sleeping di Sarah Shun-lien Bynum
  - Florida di Christine Schutt
  - Ideas of Heaven: A Ring of Stories di Joan Silber
  - Our Kind di Kate Walbert
- 2005: Europe Central di William T. Vollmann
  - La marcia (The March) di E. L. Doctorow[8]
  - Veronica di Mary Gaitskill
  - Pastorale rivoluzionaria (Trance) di Christopher Sorrentino
  - Sante gonne: la vita della baronessa Elsa (Holy Skirts) di Rene Steinke
- 2006: Il fabbricante di eco (The Echo Maker) di Richard Powers
  - Only Revolutions di Mark Z. Danielewski
  - Uno stato particolare di disordine (A Disorder Peculiar to the Country) di Ken Kalfus
  - Vivere un segreto (Eat the Document) di Dana Spiotta
  - Dopo quel giorno (The Zero) di Jess Walter
- 2007: Albero di fumo (Tree of smoke) di Denis Johnson
  - Fieldwork di Mischa Berlinski
  - Creature nel giardino (Varieties of Disturbance) di Lydia Davis
  - E poi siamo arrivati alla fine (Then We Came to the End) di Joshua Ferris
  - Like You'd Understand, Anyway di Jim Shepard
- 2008: Shadow Country di Peter Matthiessen
  - Il progetto Lazarus (The Lazarus Project) di Aleksandar Hemon
  - Telex da Cuba (Telex from Cuba) di Rachel Kushner
  - Casa (Home) di Marilynne Robinson
  - La fine (The End) di Salvatore Scibona
- 2009: Questo bacio vada al mondo intero (Let the Great World Spin) di Colum McCann
  - American Salvage di Bonnie Jo Campbell
  - Altre stanze, altre meraviglie (In Other Rooms, Other Wonders) di Daniyal Mueenuddin
  - Il bambino con le nuvole negli occhi (Lark and Termite) di Jayne Anne Phillips
  - Far North di Marcel Theroux

### Anni 2010-2019
- 2010: L'ultimo giorno di gloria (Lord of Misrule) di Jaimy Gordon
  - Parrot e Olivier in America (Parrot and Olivier in America) di Peter Carey
  - La grande casa (Great House) di Nicole Krauss
  - Tutta un'altra vita (So Much for That) di Lionel Shriver
  - I Hotel di Karen Tei Yamashita
- 2011: Salvare le ossa (Salvage the Bones) di Jesmyn Ward
  - The Sojourn di Andrew Krivak
  - L'amante della tigre (The Tiger's Wife) di Téa Obreht
  - Venivamo tutte per mare (The Buddha in the Attic) di Julie Otsuka
  - Visione binoculare (Binocular Vision) di Edith Pearlman
- 2012: La casa tonda (The Round House) di Louise Erdrich
  - È così che la perdi (This Is How You Lose Her) di Junot Díaz
  - Ologramma per il re (A Hologram for the King) di Dave Eggers
  - È il tuo giorno, Billy Lynn (Billy Lynn's Long Halftime Walk) di Ben Fountain
  - Yellow Birds (The Yellow Birds) di Kevin Powers
- 2013: The Good Lord Bird di James McBride
  - I lanciafiamme (The Flamethrowers) di Rachel Kushner
  - La moglie (The Lowland) di Jhumpa Lahiri
  - La cresta dell'onda (Bleeding Edge) di Thomas Pynchon
  - Dieci dicembre (Tenth of December) di George Saunders
- 2014: Fine missione (Redeployment) di Phil Klay
  - La traduttrice (An Unnecessary Woman) di Rabih Alameddine
  - Tutta la luce che non vediamo (All the Light We Cannot See) di Anthony Doerr
  - Stazione undici (Station Eleven) di Emily St. John Mandel
  - Lila di Marilynne Robinson
- 2015: La fortuna ti sorride (Fortune Smiles) di Adam Johnson
  - Refund: Stories di Karen Bender
  - Fato e Furia (Fates and Furies) di Lauren Groff
  - The Turner House di Angela Flournoy
  - Una vita come tante (A Little Life) di Hanya Yanagihara
- 2016: La ferrovia sotterranea (The Underground Railroad) di Colson Whitehead
  - L'infortunio (The Throwback Special) di Chris Bachelder
  - Notizie dal mondo (News of the World) di Paulette Jiles
  - Stella bianca, acciaio rovente (The Association of Small Bombs) di Karan Mahajan
  - Figlie di Brooklyn (Another Brooklyn) di Jacqueline Woodson
- 2017: Canta, spirito, canta (Sing, Unburied, Sing) di Jesmyn Ward
  - Il buio al crocevia (Dark at the crossing) di Elliot Ackerman
  - The Leavers di Lisa Ko
  - La moglie coreana (Pachinko) di Min Jin Lee
  - Il suo corpo e altre feste (Her Body and Other Parties: Stories) di Carmen Maria Machado
- 2018: L'amico fedele (The Friend) di Sigrid Nunez
  - A Lucky Man di Jamel Brinkley
  - Florida (Florida) di Lauren Groff
  - Where the Dead Sit Talking di Brandon Hobson
  - I grandi sognatori (The Great Believers) di Rebecca Makkai
- 2019: Esercizi di fiducia (Trust Exercise) di Susan Choi
  - Sabrina & Corina: Stories di Kali Fajardo-Anstine
  - Leopardo nero, lupo rosso (Black Leopard, Red Wolf) di Marlon James
  - The Other Americans di Laila Lalami
  - La terra che scompare (Disappearing Earth) di Julia Phillips

### Anni 2020-2029
- 2020: Chinatown interiore (Interior Chinatown) di Charles Yu[9]
  - Il mondo dietro di te (Leave the World Behind) di Rumaan Alam
  - A Children's Bible di Lydia Millet
  - La vita segreta delle ragazze di chiesa (The Secret Lives of Church Ladies) di Deesha Philyaw
  - Storia di Shuggie Bain (Shuggie Bain) di Douglas Stuart
- 2021: Che razza di libro! (Hell of a Book) di Jason Mott[10]
  - Cloud Cuckoo Land di Anthony Doerr
  - Matrix di Lauren Groff
  - Zorrie di Laird Hunt
  - I profeti (The Prophets) di Robert Jones Jr.
- 2022: La gabbia dei conigli (The Rubbit Hutch) di Tess Gunty[11]
  - The Birdcatcher di Gayl Jones
  - The Haunting of Hajji Hotak and Other Stories di Jamil Jan Kochai
  - All This Could Be Different di Sarah Thankam Mathews
  - The Town of Babylon di Alejandro Varela
- 2023: Blackouts di Justin Torres[12]
  - Catene di Gloria (Chain-Gang All-Stars) di Nana Kwame Adjei-Brenyah
  - Temple Folk di Aaliyah Bilal
  - Un altro eden (This Other Eden) di Paul Harding
  - The End of Drum-Time di Hanna Pylväinen
- 2024: James di Percival Everett[13]
  - Ghostroots di Pemi Aguda
  - Martire! (Martyr!) di Kaveh Akbar
  - A quattro zampe (All Fours) di Miranda July
  - Amici di una vita (My Friends) di Hisham Matar